# Necula Răducanu
Necula Răducanu (10 de maio de 1946) é um ex-futebolista romeno que atuava como goleiro. Competiu na Copa do Mundo FIFA de 1970.